# Die Liebe von Utba und Raiya

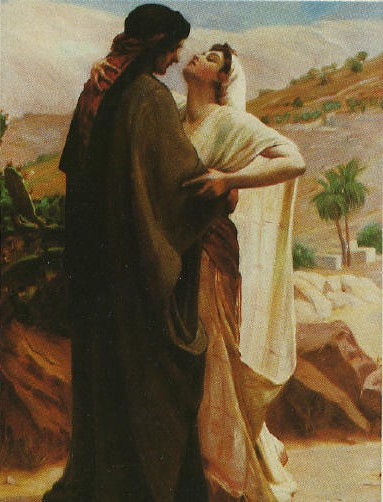
Utba und Raiya (Symbolbild); Gemälde von Frederick Goodall (1822–1904).

Die Liebe von Utba und Raiya ist eine Liebesgeschichte aus Tausendundeiner Nacht. In der Arabian Nights Encyclopedia wird sie als ANE 211 gelistet.

## Handlung
Abdallah ibn Ma'mar al-Qaisi berichtete die nachfolgende Geschichte:
Eines Jahres befand sich Abdallah auf der Pilgerfahrt nach Mekka, vollzog die Riten und kehrte dann in die Prophetenmoschee nach Medina ein. Als er nachts in der Moschee saß, hörte er eine sanfte Stimme Verse sprechen, die von der Sehnsucht nach einer Frau namens Raiya sprachen. Abdallah folgte der Stimme, die einem schönen Jüngling gehörte, der sich ihm als Utba ibn al-Hubab ibn al.Mundhir ibn al-Dschamuh al-Ansari vorstellte und die Gründe für seine Verse erzählte.
Eines Tages hatte er in der Moschee al-Ahzab nordwestlich von Medina gebetet, als plötzlich ihm Frauen entgegenkamen, sie alle waren schön wie der Mond, doch eine von ihnen war anmutiger als alle anderen und von vollendeter Schönheit. Diese kam auf Utba zu und fragte ihn, ob er sich mit einer vereinigen wolle, die sich mit ihm vereinigen wolle. Daraufhin gingen die Frauen davon. Seither zog Utba von Ort zu Ort, um die junge Frau nicht wiederfinden; doch bisher vergeblich.
Nachdem er dies erzählt hatte, blieb Abdallah bei ihm bis zum nächsten Mittag in der Moschee, und da kamen die Frauen tatsächlich wieder, nur die Utba Angebetete war nicht unter ihnen. Sie fragten Abdallagh, ob er noch immer mit dem Mädchen vereint sein wolle, was er bejahte und sie erklären ihm, dass ihr Name Raiya sei, die Tochter des al-Ghitrif al-Sulami, der sie auf die Reise nach al-Samawa nach Mesopotamien mitgenommen hatte. Daraufhin begaben sich Abdallah und Utba zu einem Lager vom Stamm der Banu Sulaim, wo sich die beiden Gesuchten ebenso aufhielten. Als Raiyas Vater erfuhr, dass Gäste eingetroffen waren, gab für sie ein Festmahl. Schließlich eröffneten sie ihm, dass Utba um die Hand seiner Tochter Raiya anhalten wollte. Al-Ghitrif entfernte sich von ihnen und ging ins Zelt zu seiner Tochter und verkündete ihr das Begehre von Utba, weigerte sich jedoch dem Ansinnen stattzugeben. So verkündete er den Männern, dass seine Tochter nur für einen enorm hohen Brautpreis zu bekommen sei. Abdallah jedoch erklärte diesen zu leisten, schaffte aus Medina die Waren heran und so konnte sich Raiyas Vater nicht dem Ansinnen länger entziehen.
Raiya und Utba heirateten und kehrten mit Abdallah und Begleitern nach Medina zurück. Als sie nur noch eine Tagesreise entfernt waren, fielen berittene Räuber über sie her. Utba kämpfte tapfer, doch schließlich wurde er von einer Lanze durchbohrt und als die Räuber vertrieben waren, war er bereits tot. Raiya beugte sich über seinen Leichnam und begann so herzzerreißend ihren toten Gatten zu beklagen, dass sie aus dem Leben schied. Die Überlebenden des Überfalls begruben das Paar in einem gemeinsamen Grab. 
Sieben Jahre später kehrte Abdallah an den Ort der Tragödie zurück und fand am Ort des Grabes einen Baum vor. Die Menschen in der Region nannten ihn "Baum der Brautleute". 

## Hintergrund
Die Geschichte findet sich in den ägyptischen Manuskripten und den frühen Druckausgaben von Tausendundeine Nacht, mit Ausnahme der Breslauer Ausgabe. Auf die Kalkutta-II-Edition griffen Richard Francis Burton und Enno Littmann für ihre Übersetzungen zurück.
In der klassisch-arabischen Literatur findet sie sich auf bei Ibn Hidscha al-Hamawis (gest. 1434) Thamarat al-awraq, Dawud al-Antakis (gest. 1599) Tazyin al-aswaq und in I'lam al-Nas von al-Itlidi (17. Jahrhundert).

## Ausgaben
- Enno Littmann: Die Erzählungen aus den tausendundein Nächten, Insel Verlag, Frankfurt 1968 (Erstausgabe 1922–1928), Band 3, S. 616–623.